# Garbarnia Kraków

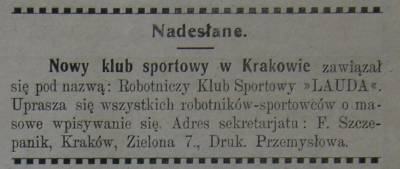
Tygodnik Sportowy nr 28 z 25 listopada 1921

Robotniczy Klub Sportowy Garbarnia Kraków – polski klub piłkarski z siedzibą w Krakowie, założony w 1921 jako Klub Sportowy Lauda przez grupę pracowników Polskich Zakładów Garbarskich w Ludwinowie (obecnie części dzielnic Dębniki i Podgórze).
Obecnie klub działa w formie stowarzyszenia kultury fizycznej z jedną sekcją – piłki nożnej mężczyzn (od sezonu 2025/2026 występuje w grupie małopolskiej IV ligi). W przeszłości w Garbarni istniały m.in. sekcje koszykówki, piłki ręcznej, tenisa stołowego i zapasów.
Piłkarze Garbarni zdobyli mistrzostwo Polski 1931 i występowali w ekstraklasie przez piętnaście sezonów (w latach 1929–1933, 1934–1937, 1939, 1948, 1950–1951 i 1955–1956). W sezonie 2018/19 po 44 latach przerwy wystąpili w I lidze (drugi poziom rozgrywkowy).

## Historia

### Dotychczasowe nazwy
- 1921–1924: Klub Sportowy „Lauda”[2]
- 1924–1949: Klub Sportowy „Garbarnia”[11]
- 24 marca 1949–1950: Zrzeszenie Sportowe „Związkowiec”[12]
- od 1951: Związkowe Koło Sportowe „Włókniarz” (fuzja z Koroną Kraków)[12]
- do 12 grudnia 1956: Terenowe Koło Sportowe „Włókniarz”[12]
- 1956–1971: Klub Sportowy „Garbarnia” (po rozłączeniu z Koroną)[13]
- od 1971: Robotniczy Klub Sportowy „Garbarnia”[14]

### KS Lauda

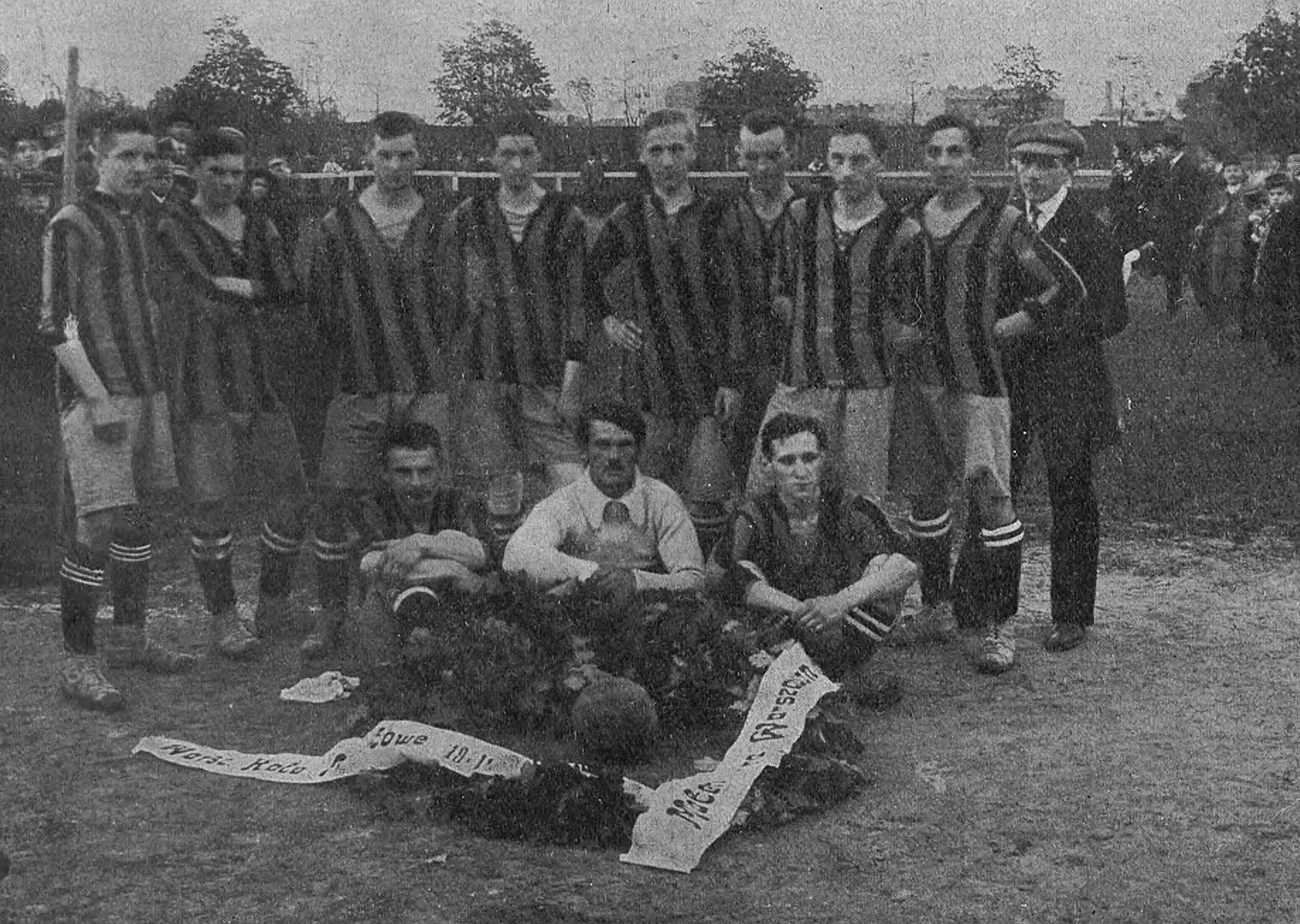
Drużyna Laudy w 1911

Klub Sportowy „Lauda” (protoplasta dzisiejszej Garbarni) powstał jesienią 1921 roku. Pierwszym prezesem klubu został Feliks Szczepanik a drużyna rozpoczęła ligowe zmagania od najniższego szczebla rozgrywek – klasy C. W 1924 roku piłkarze z Ludwinowa awansowali do klasy B.

### Walka oLigę
W 1924 roku sponsorem klubu zostały Polskie Zakłady Garbarskie, co spowodowało zmianę nazwy na Klub Sportowy „Garbarnia”. Rozciągnięcie opieki nad klubem przez bogatego patrona otworzyło przed nim drogę do krajowej elity. Wybudowany został bardzo nowoczesny na ówczesne standardy Stadion przy ul. Barskiej (otwarty w 1926 roku), a piłkarze Garbarni rok później awansowali do Ligi Okręgowej. Już w pierwszym sezonie na drugim szczeblu krajowych rozgrywek Garbarnia była bliska awansu, jednak przegrała w barażach ze Śląskiem Świętochłowice. Krakowski klub został ukarany walkowerem, gdyż piłkarze Garbarni zeszli z boiska przed końcem meczu protestując przeciwko, ich zdaniem, tendencyjnemu sędziowaniu.
Rok później Garbarnia nie miała sobie równych ani w fazie zasadniczej ani w barażach i awansowała do najwyższej klasy rozgrywkowej w kraju – Ligi.

### Garbarnia wśród najlepszych

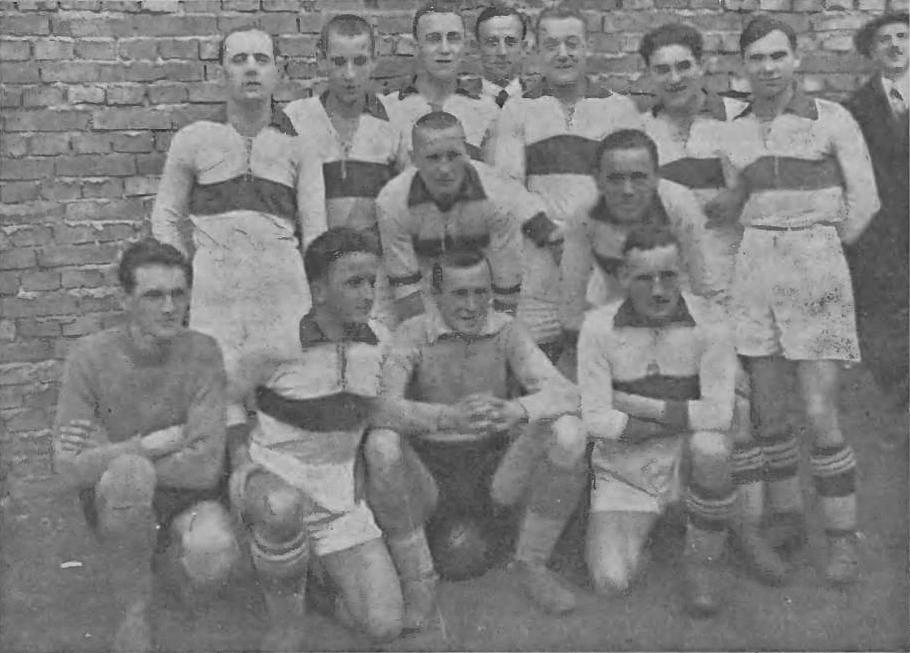
Drużyna Garbarni w sezonie 1929

Już pierwszy sezon (1929) na najwyższym poziomie przyniósł Garbarni pierwsze miejsce w tabeli na koniec rozgrywek. Pomimo to Garbarnia nie zdobyła tytułu mistrza Polski. Ostatecznie zdecydowało o tym zweryfikowanie jednego z przegranych spotkań głównego rywala Brązowych w walce o tytuł, poznańskiej Warty. PZPN uznał, że w przegranym meczu z Klubem Turystów Łódź w łódzkim zespole wystąpił nieuprawniony zawodnik i przyznał walkower na korzyść Warty, która tym sposobem wyprzedziła Garbarnię w końcowej klasyfikacji. Piłkarze z Krakowa zdobyli tytuł wicemistrzów Polski.
|    | Klub             | Mecze | Zw | Rem | Por | Bramki | Punkty |
| -- | ---------------- | ----- | -- | --- | --- | ------ | ------ |
| 1. | Warta Poznań     | 24    | 15 | 3   | 6   | 58-33  | 33     |
| 2. | Garbarnia Kraków | 24    | 13 | 6   | 5   | 62-43  | 32     |
| 3. | Wisła Kraków     | 24    | 13 | 4   | 7   | 62-46  | 30     |

Rok później Garbarnia zajęła 6. miejsce w tabeli na koniec sezonu.
Największym dotychczasowym sukcesem w historii klubu jest zdobycie Mistrzostwa Polski w sezonie 1931. Garbarnia wygrała wówczas Ligę wyprzedzając Wisłę Kraków oraz Legię Warszawa.
Skład drużyny, która zdobyła dla Garbarni tytuł mistrza Polski w 1931 roku:

bramkarze: Grzegorczyk, Falkowski i Wojciechowski,

obrońcy: Konkiewicz, Bill, Joksch i Ślizowski,

pomocnicy: Skwarczewski, Wilczkiewicz, Augustyn i Nagraba,

napastnicy: Riesner, Maurer, Smoczek, Pazurek i Bator.

trener:  Karl Jiszda.
|    | Klub             | Mecze | Zw | Rem | Por | Bramki | Punkty |
| -- | ---------------- | ----- | -- | --- | --- | ------ | ------ |
| 1. | Garbarnia Kraków | 22    | 13 | 4   | 5   | 51-22  | 30     |
| 2. | Wisła Kraków     | 22    | 13 | 3   | 6   | 53-30  | 29     |
| 3. | Legia Warszawa   | 22    | 14 | 1   | 7   | 57-34  | 29     |

Dobre wyniki Garbarni zaowocowały tym, że kilku zawodników klubu założyło koszulki reprezentacyjne. Najwięcej występów w reprezentacji Polski zaliczył lewy łącznik Garbarni Karol Pazurek, który zagrał w 16 meczach i zdobył w nich 4 gole.
Brązowi reprezentowali również polski futbol na arenie międzynarodowej piłki klubowej. Rozegrali w tym czasie wiele spotkań towarzyskich z solidnymi zespołami europejskimi, a za swoje osiągnięcia na tym polu otrzymali w 1932 roku Puchar Ministra Spraw Zagranicznych.
Rok po zdobyciu tytułu mistrzowskiego Garbarnia była bliska spadku i ostatecznie zajęła 10. miejsce, do ostatniego meczu walcząc o utrzymanie. Reforma rozgrywek w 1933 roku okazała się niekorzystna dla krakowskiego zespołu. Z uwagi na fakt, że podziału na grupy dokonano w oparciu o kryterium geograficzne Garbarnia trafiła do bardzo silnej grupy zachodniej, gdzie musiała uznać wyższość Wisła Kraków, Cracovii oraz Ruchu Chorzów i nie zakwalifikowała się do grupy mistrzowskiej. W grupie spadkowej zajęła ostatnie miejsce i grała o utrzymanie w barażach. W nich pokonała Śmigłego Wilno oraz Czarnych Lwów, dzięki czemu pozostała w najwyższej klasie rozgrywkowej.
W sezonie 1934 powrócono do klasycznego sposobu rozgrywania mistrzostw Polski w jednej grupie. Garbarnia zajęła wysoką czwartą lokatę za Ruchem Chorzów oraz lokalnymi rywalami: Cracovią i Wisłą.
Sezon 1935 był mniej udany. Piłkarze z Ludwinowa zajęli w nim siódme miejsce. Rok później Garbarnia znów była tuż za podium, zajmując czwarte miejsce. Brązowi zdobyli jedynie trzy punkty mniej niż najlepszy w rozgrywkach Ruch Chorzów i później już nigdy nie byli tak blisko tytułu mistrzowskiego. W następnym sezonie Garbarnia zajęła przedostatnie miejsce, wyprzedzając jedynie Dąb Katowice zdyskwalifikowany za oszustwa z poprzedniego sezonu.
Pobyt Garbarni poza elitą trwał tylko jeden sezon. Ostatni, niedokończony, sezon przed wybuchem II wojny światowej Garbarnia rozgrywała w najwyższej klasie rozgrywkowej. Po rozegraniu 13 z 18 zaplanowanych kolejek piłkarze z Ludwinowa zajmowali 8. miejsce w tabeli i z uwagi na to, że spaść miał zaledwie jeden zespół byli niemal pewni utrzymania.

### Okupacja niemiecka i pierwsze lata powojenne
Podczas II wojny światowej obiekty klubowe przejęte były przez okupanta i ulegały systematycznej dewastacji. Pomimo zakazów piłkarze Garbarni rozgrywali mecze, a także brali udział w konspiracyjnych rozgrywkach. Brązowi rywalizowali w ramach Okupacyjnych Mistrzostw Krakowa i zajmowali w nich dwukrotnie 3. miejsce (w 1940 i 1943 roku).
W 1945 roku Garbarnia zdobyła Puchar Wydziału Spraw Sędziowskich Krakowskiego Okręgowego ZPN, wygrała też wszystkie spotkania eliminacyjne do krakowskiej klasy A. W dziesięciu meczach zdobyła 73 bramki i nie straciła ani jednej. W następnym roku Garbarnia wygrała rozgrywki krakowskiej klasy A i po barażu wywalczyła awans do eliminacji odtwarzanej Ligi ogólnopolskiej. W sezonie 1947 w nieligowych mistrzostwach Polski Garbarnia zajęła drugie miejsce w swojej grupie eliminacyjnej, ustępując jedynie późniejszemu mistrzowi Polski Warcie Poznań. Jednocześnie Brązowi zakwalifikowali się do wznawiającej swoje rozgrywki I Ligi.

### Powojenne występy w I lidze
Pierwszego powojennego sezonu w I lidze Garbarnia nie mogła zaliczyć do udanych. Zajęła 12. miejsce i spadła na zaplecze ekstraklasy. Pobyt na drugim szczeblu rozgrywek trwał jedynie rok, a w drodze do I ligi Garbarnia nie przegrała żadnego z 18 meczów. Rok 1949 przyniósł poważne zmiany organizacyjne. Kluby sportowe przymusowo łączono w zrzeszenia oraz zmieniano ich historyczne nazwy. W ten sposób Garbarnia stała się „Związkowcem Kraków” i pod tą nazwą przystąpiła do rozgrywek pierwszoligowych od następnego sezonu.
W sezonie 1950 Garbarni (Związkowcowi) udało się zająć wysokie szóste miejsce w tabeli. Kolejne podejście do ekstraklasy w następnym roku (1951) było znacznie mniej udane i Garbarnia po zajęciu przedostatniej lokaty spadła do II ligi. W tym samym sezonie Brązowi dotarli do ćwierćfinału Pucharu Polski, gdzie ulegli późniejszemu finaliście Wiśle Kraków.
W 1951 roku Zrzeszenie „Związkowiec” rozwiązano a Garbarnia połączyła się z Koroną Kraków tworząc Koło Sportowe „Włókniarz”. Piłkarze z Ludwinowa w następnym roku zwyciężyli swoją grupę drugoligową i byli bliscy powrotu na najwyższy poziom rozgrywek, jednak w barażu o awans do I ligi okazali się słabsi od Budowlanych Opole (2:3 na wyjeździe i 1:1 przed własną publicznością). Kolejny sezon był dużo mniej udany a krakowianie utrzymali się w II lidze tylko lepszą różnicą bramek od rywali. Poszerzenie składu ekstraklasy w kolejnym sezonie pozwoliło Garbarni awansować po zajęciu 3. miejsca w II lidze.
W sezonie 1955 beniaminek, występujący znów jako Garbarnia, zajął bardzo wysokie 6. miejsce na koniec rozgrywek. Był to ostatni występ Garbarni na tak wysokim poziomie. W edycji MP 1955 piłkarze Garbarni była najbardziej fair grającym zespołem w lidze, zaś w lutym 1956 wyjechali na miesięczne tournee do Chin Ludowych. W sezonie 1956 spadli z ligi po zajęciu ostatniego, 12. miejsca w tabeli i jak dotąd był to ostatni sezon Garbarni w polskiej ekstraklasie.

### Na zapleczu ekstraklasy
Garbarnia spadła do grupy południowej II ligi. W pierwszym sezonie (1957) piłkarze z Ludwinowa zajęli wysoką 4. pozycję. Sezon 1958 Brązowi ukończyli na przedostatnim miejscu w tabeli swojej grupy i spadli do grupy krakowskiej Ligi Okręgowej. Był to pierwszy występ Garbarzy na trzecim poziomie ligowym od ponad 30 lat (ostatni raz w 1926 roku). Pobyt na tym szczeblu trwał tylko rok, bowiem gracze Garbarni bez problemu rozprawili się z rywalami strzelając w sezonie aż 100 bramek. Wygrali również turniej barażowy i powrócili na kolejne trzynaście lat do II ligi.
Pierwszy po awansie sezon drugoligowy był znów bardzo udany dla Garbarni. Krakowianie uplasowali się na 4. miejscu na koniec rozgrywek w grupie południowej. W sezonie 1961 II liga była już rozgrywana w jednej grupie a Garbarnia zajęła w niej 10. miejsce. Rok 1962 zapisał się w historii polskiego futbolu zmianą systemu rozgrywania ligi z wiosna-jesień na przyjęty już powszechnie w ligach europejskich jesień-wiosna. W związku z tym sezon 1962 odbył się w pierwszym półroczu tego roku, a w drugim przystąpiono do rozgrywania sezonu 1962/63. W skróconych rozgrywkach wiosennych Garbarnia w swojej grupie B zajęła 4. miejsce. Powtórzyła też wyczyn w pierwszych rozgrywkach według nowego harmonogramu, tam jednak 4. miejsce zajęła w gronie wszystkich drugoligowców.
W następnych sezonach Garbarnia zajmowała kolejno miejsca: 7. (63/64), 9. (64/65), 10. (65/66) i 5. (66/67). Ten ostatni sezon przyniósł duży sukces w Pucharze Polski, gdzie Garbarnia dotarła do ćwierćfinału po wyeliminowaniu m.in. Górnika Zabrze (więcej o tym meczu).
Największym ligowym sukcesem Garbarni w tym okresie było zajęcie 3. miejsca na koniec sezonu 1967/1968. Kolejne lata to coraz słabsze wyniki w ligowej rywalizacji. Brązowi zajmowali kolejno miejsca: 6. (68/69), 8. (69/70) i 9. (70/71). W 1971 roku klub przyjął nazwę Robotniczy Klub Sportowy „Garbarnia” obowiązującą do chwili obecnej.
Największe sukcesy spośród zawodników Garbarni broniących barw klubowych w tym czasie osiągnął Robert Gadocha, który rozpoczynał w krakowskim klubie swoją profesjonalną karierę (grał w Garbarni w latach 1957–1965). Znanymi piłkarzami Garbarni byli w tym okresie również Jerzy Jasiówka, Andrzej Wełniak, Andrzej Kucharczyk, Maciej Gigoń (późniejsi działacze klubowi) oraz m.in. Jerzy Odsterczyl i Józef Browarski.
Sezon 1971/1972 Garbarnia zakończyła na ostatnim miejscu w tabeli II ligi i spadła do III ligi. W kolejnym sezonie Brązowi zajęli 3. miejsce w swojej grupie III ligi i powrócili na zaplecze ekstraklasy.
Sezon 2017/2018 Garbarnia zakończyła na czwartym (premiowanym baraże) miejscu. Barażowy dwumecz wygrała i po ponad 40 latach wróciła na zaplecze ekstraklasy. Niestety po zaledwie roku wrócila na trzeci szczebel, po zajęciu ostatniego miejsca w lidze. W 34 spotkaniach Garbarnia odniosła zaledwie 5 zwycięstw, 6 remisów, notując przy tym aż 23 porażki.

### Utratastadionui występy w III lidze
Na przełomie lutego i marca 1973 roku na podstawie decyzji władz Krakowa rozpoczęto rozbiórkę stadionu przy ulicy Barskiej, na którym Garbarnia rozgrywała swoje mecze od 1926 roku. Ostatnim meczem Garbarni rozegranym na tym obiekcie było spotkanie III ligi z GKS Świętochłowice. Władze miejskie deklarowały rekompensatę, ale własny stadion klub otrzymał dopiero w 1990 roku. Do tego czasu Brązowi musieli korzystać z innych stadionów w Krakowie. Na miejscu dotąd zajmowanym przez stadion wzniesiono Hotel Forum (zamknięty w 2002 roku).
W sezonie 1973/1974 Garbarnia zajęła ostatnie miejsce w grupie południowej II ligi.
Dwa kolejne sezony Garbarnia spędziła w klasie wojewódzkiej, jak wówczas określano trzeci poziom krajowych rozgrywek piłkarskich. W sezonie 1974/1975 zajęła 5., a w następnym (75/76) 3. miejsce w swojej grupie. Przez kolejne sześć lat Brązowi występowali w grupie IV III ligi. Zajmowali kolejno miejsca: 8. (76/77 i 77/78), 3. (78/79 i 79/80), 7. (80/81) i 8. (81/82).

### Garbarnia po 2007 roku
Do sezonu 2007/2008 Garbarnia Kraków występowała w małopolskiej IV lidze. Od sezonu 2008/2009 Garbarnia Kraków grała w III lidze małopolsko-świętokrzyskiej. W sezonie 2009/2010 Garbarnia zajęła drugie miejsce w tych rozgrywkach. W sezonie 2010/2011 Garbarnia zwyciężyła w swojej grupie III ligi i wywalczyła awans do II ligi. Spośród 34 spotkań ligowych piłkarze z Ludwinowa zwyciężyli w 24 meczach, 7 zremisowali i tylko 3 przegrali.
W sezonie 2011/2012 Garbarnia rywalizowała w ramach grupy wschodniej II ligi. Spośród 30 spotkań ligowych ekipa „Brązowych” zwyciężyła w 8 meczach, 10 zremisowała, przegrywając 12 spotkań i z dorobkiem 34 punktów zajęła 13. miejsce w tabeli tej grupy, co zapewniło jej pozostanie na tym szczeblu rozgrywek w sezonie 2012/2013.
W sezonie 2012/2013 Garbarnia rywalizowała w ramach grupy wschodniej II ligi. Spośród 34 spotkań ligowych ekipa „Brązowych” zwyciężyła w 9 meczach, 8 zremisowała, przegrywając 17 spotkań i z dorobkiem 35 punktów zajęła 15. miejsce w tabeli tej grupy, co zapewniło jej pozostanie na tym szczeblu rozgrywek w sezonie 2013/2014. W sezonie 2013/2014 Garbarnia rywalizowała w ramach grupy wschodniej II ligi. Spośród 34 spotkań ligowych ekipa „Brązowych” zwyciężyła w 10 meczach, 5 zremisowała, przegrywając 19 spotkań i z dorobkiem 35 punktów zajęła 16. miejsce w tabeli tej grupy, co oznaczało spadek do III ligi.
W sezonie 2014/2015 Garbarnia rywalizowała w ramach grupy małopolsko-świętokrzyskiej III ligi. Spośród 34 spotkań ligowych ekipa „Brązowych” zwyciężyła w 15 meczach, 11 zremisowała, przegrywając 8 spotkań i z dorobkiem 56 punktów zajęła 7. miejsce w tabeli. W sezonie 2015/2016 Garbarnia rywalizowała w ramach grupy małopolsko-świętokrzyskiej III ligi, którą zakończyła na fotelu lidera. W barażach o II ligę musiała jednak uznać wyższość Warty Poznań. W sezonie 2016/2017 Garbarnia rywalizowała w ramach grupy małopolsko-świętokrzysko-podkarpacko-lubelskiej III ligi, którą zakończyła na fotelu lidera i wywalczyła awans do II ligi.
W sezonie 2017/2018 Garbarnia rywalizowała w II lidze i w ostatniej kolejce wywalczyła baraże o I ligę. W barażowym dwumeczu Garbarnia pokonała Pogoń Siedlce i po 44 latach powróciła na zaplecze Ekstraklasy. W sezonie 2018/2019 Garbarnia rywalizowała w I lidze. W 34 rozgrywanych meczach wywalczyła 21 punktów, co dało jej ostatnie – 18. miejsce w tabeli i oznaczało spadek do II ligi. W sezonie 2019/2020 Garbarnia rywalizowała w II lidze i do ostatniej kolejki walczyła o baraże o I ligę. Ostatecznie zajęła 7. miejsce.
W sezonie 2020/2021 Garbarnia rywalizowała w II lidze i zajęła 7. miejsce tracąc szansę na zajęcie lokaty gwarantującej grę w barażach o awans w ostatniej kolejce. W sezonie 2021/2022 Garbarnia rywalizowała w II lidze i zajęła 8. miejsce. W sezonie 2022/2023 Garbarnia zajęła 17. lokatę i spadła do III ligi.
W sezonie 2023/2024 "brązowi" występowali w III lidze grupie IV i ukończyli rozgrywki na 10. miejscu. Po sezonie zespół z Krakowa został wycofany z rozgrywek III ligi i w sezonie 2024/2025 występował w miejsce drużyny rezerw w V lidze grupie małopolskiej zachodniej.
Garbarnia wygrała rozgrywki V ligi w sezonie 2024/2025 i awansowała do IV ligi.

## Historyczne mecze

### Najprawdopodobniej pierwszy mecz rozegrany przez Garbarnię (wówczas KS Lauda) (12 marca 1922)
W spotkaniu towarzyskim Lauda pokonała drużynę Zwierzynieckiego Klubu Sportowego
| 12 marca 1922 11:30 CET | KS Lauda · nieznany 1' | 1:0 | Zwierzyniecki KS | Boisko YMCA na Błoniach, Kraków Widzów: b.d. Sędzia: b.d. |
|                         |                        |     |                  |                                                           |

### Zwycięskie spotkanie ligowe zRuchem Chorzóww 1. kolejce sezonu1939(26 marca 1939)
Ostatni, niedokończony sezon Ligi przed wybuchem II wojny światowej rozpoczął się od sensacyjnego zwycięstwa beniaminka Garbarni Kraków nad Ruchem Chorzów – dominującym wówczas w polskiej ligowej piłce obrońcą tytułu mistrzowskiego z Gerardem Wodarzem, Teodorem Peterkiem i przede wszystkim Ernestem Wilimowskim w składzie.
| 26 marca 1939 | Garbarnia Kraków · J.Pazurek 16' · Wróbel 31' | 2:1 | Ruch Chorzów · Giemsa 45' | Stadion Garbarni przy ul. Barskiej, Kraków Widzów: 4 tys. Sędzia: Wacław Kuchar ze Lwowa |
|               |                                               |     |                           |                                                                                          |

Garbarnia: Jakubik – Piątek, A. Stankusz – Soldan, Wilczkiewicz, Lesiak – Skóra, Wróbel, Nowak, J. Pazurek, Polus

### Finał Pucharu Wydziału Spraw Sędziowskich Krakowskiego Okręgowego Związku Piłki (27 maja 1945)
W finale turnieju, rozgrywanego tuż po zakończeniu okupacji niemieckiej Garbarnia zmierzyła się z Cracovią. Wygrywając to spotkanie Brązowi zdobyli swoje pierwsze powojenne trofeum.
| 27 maja 1945 | Garbarnia Kraków · Rakoczy 36' 46' · Ignaczak 44' 45' | 4:23:1 | Cracovia · Korbas 42' · Zbroja 49' | Stadion Wisły, Kraków Widzów: 15 tys. Sędzia: p. Mytnik |
|              |                                                       |        |                                    |                                                         |

Garbarnia: Jakubik – Gruca, Skrzyński – Tylek, Tyranowski, Kaliciński – Bystroń, Sołek, Nowak, Rakoczy, Ignaczak

### „Małe derby” Krakowa(6 września 1964)
W 5. kolejce II ligi sezonu 1964/65 doszło do „małych derbów” Krakowa pomiędzy Garbarnią a spadkowiczem z I ligi, Wisłą. Obie drużyny zajmowały czołowe miejsca w tabeli, jednak to Wisła była faworytem spotkania.
| 6 września 1964 11:00 CET | Garbarnia Kraków · Gigoń · Kucharczyk · Gadocha | 3:31:2 | Wisła Kraków · Gach · Sykta | Stadion Garbarni przy ul. Barskiej, Kraków Widzów: 25 tys. |
|                           |                                                 |        |                             |                                                            |

Garbarnia: Kierdaj – Kurek, Karpiel, Wełniak – Kwiatkowski, Kucharczyk, Gigoń, Browarski – Odsterczyl, Weiss, Gadocha.

### Zwycięstwo nadGórnikiem Zabrzew 1/16Pucharu Polski 1966/67(7 listopada 1966)
W 1/16 Pucharu Polski 1966/67 los skojarzył Garbarnię z mistrzem Polski, zabrzańskim Górnikiem. Pełna gwiazd ówczesnego futbolu drużyna gości musiała jednak uznać wyższość piłkarzy z Ludwinowa, którzy sprawili niemałą sensację, wygrywając mecz z faworyzowanym śląskim zespołem.
| 7 listopada 1966 12:00 CET | Garbarnia Kraków · Jasiówka 10' · Gigoń 69' · Odsterczyl 73' | 3:21:1 | Górnik Zabrze · Lubański 10' · Lentner 66' | Stadion Garbarni przy ul. Barskiej, Kraków Widzów: 20 tys. |
|                            |                                                              |        |                                            |                                                            |

Garbarnia: Kierdaj – Prokopowicz, Karpiel, Kwiatkowski – Konopka, Kucharczyk – Paciorek, Odsterczyl, Browarski, Jasiówka, Gigoń.

### Decydujący o losach awansu doII ligimecz 26. (ostatniej) kolejki grupy VIIII ligizVictorią Jaworzno(19 czerwca 1983)
Traf chciał, że w ostatniej kolejce spotkały się ze sobą dwa zespoły mające jeszcze szanse na awans do II ligi. Victorii do pełni szczęścia brakowało remisu, Garbarnia musiała mecz w Jaworznie wygrać. Ostatecznie pomimo ofiarnej walki piłkarzy z Krakowa gospodarzom udaje się utrzymać wynik remisowy do końca i to oni cieszą się z awansu.
| 19 czerwca 1983 | Victoria Jaworzno · Bury 13' | 1:1 | Garbarnia Kraków · Florków 32' | Stadion Victorii, Jaworzno Widzów: 10 tys. Sędzia: p. Karolak z Łodzi |
|                 |                              |     |                                |                                                                       |

Garbarnia: Draus – Gołda, Śmiałek, Baliga, Miętka – Florków, Maślanka, Kokoszka (46. Cisło) – Chmielowski (80. Krasny), Waśniowski, Kuder.

### Rewanżowy mecz barażu o udział wII lidzezBałtykiem Gdynia(28 czerwca 1989)
Garbarni Kraków do awansu do II ligi nie wystarczyło jedynie wygranie swojej grupy III ligi. W związku z reorganizacją rozgrywek i zmniejszeniem liczby drużyn na szczeblu centralnym konieczne stało się rozegranie barażu z dziesiątym zespołem grupy zachodniej II ligi sezonu 1988/89, Bałtykiem Gdynia. W pierwszym spotkaniu w Gdyni Bałtyk zwyciężył 1:0. Rewanż w Krakowie toczony był w skrajnie trudnych warunkach atmosferycznych spowodowanych ulewnym deszczem. Pomimo ambitnej walki Garbarni nie udało się zdobyć gola i wywalczyć awansu. Mecz ten jest do dziś bardzo często wspominany przez kibiców Garbarni, ponieważ aż do 2018 roku klub z Ludwinowa nie był tak blisko awansu na zaplecze ekstraklasy.
| 28 czerwca 1989 | Garbarnia Kraków | 0:0 | Bałtyk Gdynia                        | Stadion Korony, Kraków Widzów: 7 tys. Sędzia: Sławomir Redziński z Zielonej Góry |
|                 |                  |     | kartki: Toczek, Modrzejewski i Szura |                                                                                  |

Garbarnia: Rybak – Maślanka, Śmiałek, Kłaput, Miętka – Szopa, Janik, Włodarz, Czort – Popczyński, Błoński (74. Biernacik)

## Sukcesy
- Mistrz Polski: 1931.
- Wicemistrz Polski: 1929.
- 1/4 finału Pucharu Polski (3x): 1950/51, 1966/67, 1973/74.
- 3. miejsce w Okupacyjnych Mistrzostwach Krakowa: 1940 i 1943.

## Sezony w rozgrywkach w piłce nożnej

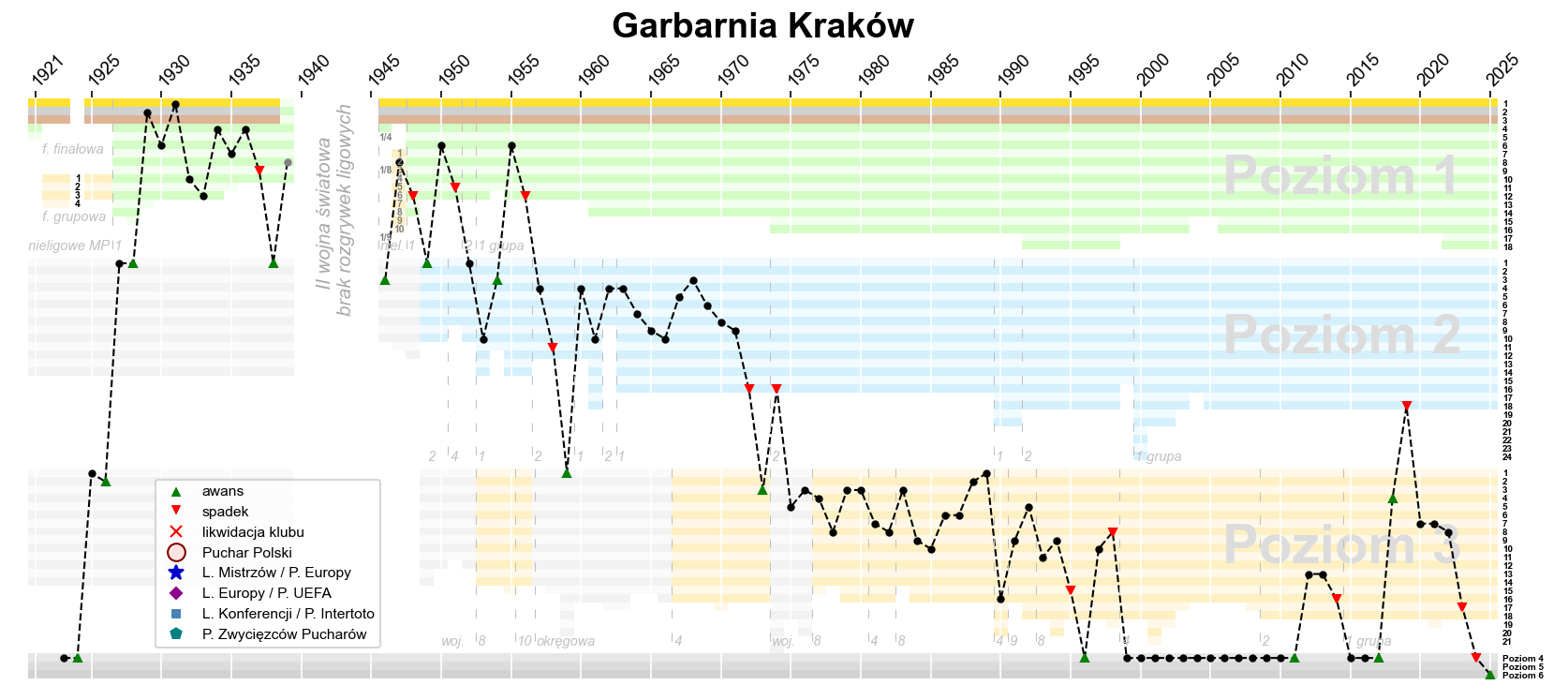
Historia występów Garbarni Kraków w rozgrywkach ligowych

## Zawodnicy
Stan na 24 listopada 2024.
| Nr | Poz. | Piłkarz                  |
| -- | ---- | ------------------------ |
| 1  | BR   | Mateusz Buczyński        |
| 2  | OB   | Mateusz Kardas (kapitan) |
| 3  | OB   | Maciej Wojtaszek         |
| 4  | PO   | Wojciech Pliszka         |
| 6  | PO   | Oskar Wielecki           |
| 7  | PO   | Piotr Dzierżak           |
| 8  | OB   | Sebastian Kowalczyk      |
| 9  | NA   | Filip Sarga              |
| 10 | OB   | Bartosz Kutrzeba         |
| 12 | BR   | Kacper Kostka            |
| 13 | PO   | Olivier Gumula           |

| Nr | Poz. | Piłkarz           |
| -- | ---- | ----------------- |
| 17 | PO   | Jakub Bigosiński  |
| 19 | OB   | Michał Hajduk     |
| 20 | PO   | Kacper Nieckula   |
| 21 | PO   | Aleksander Paczka |
| 22 | PO   | Feliks Grzybowski |
| 23 | NA   | Tomasz Wilk       |
| 29 | OB   | Oskar Wójcik      |
| 30 | OB   | Timofij Chodyriew |
| 44 | PO   | Szymon Kluba      |
| 77 | PO   | Bartosz Seweryn   |

## Piłkarze Garbarni wreprezentacji Polski
Będąc zawodnikami Garbarni Kraków w reprezentacji Polski wystąpili:
Karol Pazurek – 16 meczów, 4 gole (w latach 1927–1935, debiutował w kadrze jako gracz Pogoni Katowice);

Zdzisław Bieniek – 7 meczów (w latach 1952–1954, kończył reprezentacyjną karierę podczas gry w Garbarni);

Otto Riesner – 6 meczów (w latach 1931–1935);

Józef Smoczek – 4 mecze, 2 gole (w latach 1930–1935);

Gustaw Bator – 3 mecze, 1 gol (w latach 1931–1932);

Konstanty Haliszka – 3 mecze (w latach 1934–1935);

Franciszek Wilczkiewicz – 2 mecze (w latach 1931–1932);

Tadeusz Konkiewicz – 1 mecz (w 1930 roku);

Antoni Konopelski – 1 mecz (w 1956 roku);

Marian Nagraba – 1 nieoficjalny mecz (w 1930 roku przeciwko Czechosłowacji);
W reprezentacji Polski zagrali również:
Robert Gadocha – 62 mecze, 16 goli (w latach 1967–1975, złoty medal IO 1972, srebrny medal MŚ 1974), w reprezentacji zadebiutował dwa lata po odejściu z Garbarni, w której był wychowankiem;

Tadeusz Parpan – 20 meczów, 1 gol (w latach 1947–1950), w reprezentacji grał jako zawodnik Cracovii, przed przyjściem do Garbarni;

Tomasz Stefaniszyn – 12 meczów (w latach 1952–1960), w kadrze narodowej grał jako zawodnik Legii Warszawa i Gwardii Warszawa, wcześniej bramkarz Garbarni;

Edward Madejski – 11 meczów (w latach 1936–1938), do Garbarni przyszedł po ostatnim występie w reprezentacji;

Grzegorz Kaliciak – 3 mecze (w latach 1996–1999), w reprezentacji Polski występował przed przyjściem do Garbarni;

Edward Bill – 1 mecz (w 1927 roku), w drużynie narodowej wystąpił jako zawodnik Cracovii tuż przed przyjściem do Garbarni;

Juliusz Joksch – 1 mecz (w 1936 roku), w drużynie narodowej wystąpił jako zawodnik Warszawianki po odejściu z Garbarni;

Henryk Stroniarz – 1 mecz (w 1965 roku), jedyny mecz w kadrze narodowej zagrał już po odejściu z Garbarni;
Do kadry narodowej przez Ryszarda Koncewicza w 1953 roku powołany został również Józef Browarski, jednak nie wystąpił on w żadnym spotkaniu reprezentacji Polski.

Do kadry narodowej w latach 1931 i 1932 powołani zostali z Garbarni odpowiednio: napastnik Włodzimierz Maurer i bramkarz Józef Koszowski. Pozostali oni jednak niewykorzystanymi rezerwowymi.

## Prezesi klubu od 2002 roku
- 1999 – 28 listopada 2003:  Maciej Gigoń
- 28 listopada 2003 – 6 lipca 2007:  Andrzej Bąbaś
- 6 lipca 2007 (do 25 stycznia 2008 p.o. Prezesa) – 27 sierpnia 2020  Jerzy Jasiówka
- 27 sierpnia 2020 – 11 lipca 2023:  Grzegorz Bartosz[31]
- 28 lipca 2023 – 28 lipca 2024:  Paweł Ciszek[32]
- od 26 lipca 2024:  Jacek Kaim[33]

## Trenerzy od 2002 roku
- do 3 listopada 2004:  Michał Królikowski
- 3 listopada – 31 grudnia 2004:  Krzysztof Szopa
- 1 stycznia – listopad 2005:  Kazimierz Kmiecik
- listopad – 15 grudnia 2005:  Stanisław Krasny
- 15 grudnia 2005 – 22 września 2006:  Czesław Palik
- 22 września – grudzień 2006:  Stanisław Krasny
- grudzień 2006 – 28 sierpnia 2007: Robert Mazanek
- 28 sierpnia 2007 – 9 kwietnia 2008:  Michał Królikowski
- 9 – 15 kwietnia 2008:  Stanisław Krasny
- 15 kwietnia 2008 – 30 czerwca 2011:  Krzysztof Szopa
- 1 lipca 2011 – 22 sierpnia 2012:  Krzysztof Bukalski
- 22 sierpnia 2012 – 2 maja 2013:  Marek Motyka
- 2 maja – 31 października 2013:  Robert Orłowski
- 31 października 2013 – 9 kwietnia 2014:  Mirosław Kmieć
- 9 kwietnia – 9 września 2014: Krzysztof Szopa
- 9 września 2014 – 15 października 2018:  Mirosław Hajdo
- 15 października 2018 – 16 czerwca 2019:  Bogusław Pietrzak
- 16 czerwca 2019 – 19 czerwca 2021:  Łukasz Surma[34]
- 24 czerwca 2021 – 5 czerwca 2023:  Maciej Musiał[35][36]
- od 20 czerwca 2023:   Marcin Pluta[37]
- od lata 2024:  Dariusz Zawadzki, Stanisław Śliwa

## Związki zLudwinowemi Zakładami Garbarskimi
Garbarnia bardzo silnie odwołuje się do tradycyjnych związków z Ludwinowem. Historia klubu nierozerwalnie związana jest z Zakładami Garbarskimi, które istniały na Ludwinowie od początków XX wieku. Wielu spośród działaczy, zawodników i kibiców klubu było pracownikami właśnie tego przedsiębiorstwa. Pracownikiem Zakładów Garbarskich był m.in. Feliks Szczepanik, pierwszy prezes klubu (wówczas KS Lauda). Zakłady Garbarskie udostępniły piłkarzom swoje obiekty, w których znalazły się m.in. szatnie dla zawodników, a w 1924 roku zostały głównym sponsorem klubu, który przybrał nazwę „Garbarnia”.
Odwołanie do ludwinowskich tradycji widoczne jest w piosenkach kibiców, które akcentują przywiązanie do dawnego, dziś praktycznie nieistniejącego Ludwinowa. Przykładem tego jest fakt, że słynny wodewil Ludwinowskie tango z muzyką Jerzego Petersburskiego i tekstem Andrzeja Własta ma dla kibiców Garbarni status niemal równy z hymnem klubowym i jest wraz z nim odtwarzany przed meczami, w których Brązowi występują w roli gospodarza.

## Hymn
Według obiegowej opinii, autorem tekstu do hymnu Garbarni miał być znany krakowski aktor Jan Nowicki, a muzykę skomponował wieloletni kompozytor Piwnicy pod Baranami Zygmunt Konieczny.

### Tekst hymnu
Nasze barwy są brązowo-białe

Po to, żeby panny nas kochały.

Nic się nie martw, że forsy nie mamy.

Chłopcy z Ludwinowa lubią w piłkę grać.
Brąz to kolor siły i twardości,

A ten biały to symbol czystości.

Wszystkie kluby muszą nam zazdrościć,

Bo w Garbarni każdy, każdy jest jak brat.
Jesteśmy drużyną, co w piłkę dobrze gra.

My gramy ładnie, składnie.

Piłka chodzi jak po sznurku.

Musimy wygrać... wygramy ten mecz!

Dla nich zero bramek, dla nas dwie... trzy... sześć.

Garbarni cześć, cześć, cześć!

## Stadion
W pierwszych latach istnienia klub nie posiadał własnego stadionu i mecze rozgrywał na boiskach wynajmowanych od innych krakowskich drużyn. W 1926 roku otwarty został Stadion Garbarni przy ul. Barskiej. Garbarnia rozgrywała mecze na tym stadionie do czasu jego zburzenia w lutym 1973 roku. Następnym obiektem, który gościł zawodników Garbarni był Stadion Korony przy ul. Parkowej. Brązowi okazjonalnie korzystali również z obiektu Wawelu Kraków.
W 1990 roku oddano do użytku obecny Stadion Garbarni przy ul. Rydlówka, obecnie przebudowywany. Ponieważ własny obiekt Garbarni nie spełniał wymogów licencyjnych II ligi w sezonach 2011/2012, 2012/2013 oraz 2013/2014 Brązowi w meczach ligowych jako gospodarze występowali na Stadionie Suche Stawy i na Stadionie Wawelu Kraków.
Dnia 11 stycznia 2014 roku na terenie kompleksu przy ul. Rydlówka 23 oddano do użytku boisko treningowe ze sztuczną nawierzchnią i sztucznym oświetleniem, będące pierwszym obiektem zrealizowanym w ramach przebudowy infrastruktury sportowej klubu. W latach 2013–2019 budowano też nowy budynek klubowy, przebudowano stadion oraz zamontowano zadaszenie.
W latach 2014–2018 Brązowi rozgrywali mecze na własnym stadionie. W sezonie 2018/2019 I ligi Garbarnia występowała na Stadionie Miejskim im. Henryka Reymana, bo stadion Garbarni nie spełniał wymogów do gry w I lidze. W sezonie 2019/2020, po spadku do II ligi, Garbarnia wróciła na swój stadion.

## Kibice
Według autora klubowej monografii i historyka sportu Norberta Tkacza, średnią frekwencję na meczach Garbarni w czasach międzywojennych można szacować na od 3 do 5 tysięcy widzów, z 10 tysiącami kibiców na najważniejszych meczach. W latach 60. niektóre spotkania Garbarni na własnym stadionie oglądało do 15–20 tysięcy kibiców. Na ostatni mecz sezonu zasadniczego (remis 1:1 z Victorią Jaworzno, stawką był awans do II ligi) w sezonie 1982/83 do Jaworzna wybrało się około 5 tysięcy kibiców Garbarni.
20 lipca 2018 pierwszy mecz po awansie do I ligi (0:2 ze Stalą Mielec) obejrzało 1586 widzów, a w całym sezonie rozegranym na Stadionie Miejskim w Krakowie średnia wyniosła 500 kibiców na mecz. W sezonie 2022/23 domowe spotkania "Brązowych" w II lidze (trzeci poziom rozgrywkowy) oglądało średnio 200 widzów.
Dziś kibice Garbarni rekrutują się głównie z sąsiadujących dzielnic Ludwinów i Podgórze, a także z pobliskiego osiedla Podwawelskiego. Garbarnia jako klub dzielnicowy oprócz własnych sympatyków jest drużyną "drugiego wyboru" dla wielu kibiców Wisły i Cracovii, jednak sam klub i jego sympatycy odcinają się zarówno od rywalizacji dwóch najstarszych drużyn z Krakowa, jak i od przejawów dyskryminacji i przemocy na piłkarskich stadionach. Na meczach domowych zorganizowany doping prowadzi grupa (zwykle od kilkunastu do kilkudziesięciu osób) kibiców z bębnem, która nie stosuje wulgaryzmów, często odnosi się do przedwojennej symboliki i lokalnej tożsamości klubu. Zachowanie kibiców Garbarni kilkukrotnie przyciągnęło uwagę mediów jako wyjątkowe w skali kultury kibicowskiej w Polsce.  
Kibiców Garbarni łączą przyjacielskie stosunki z sympatykami Puszczy Niepołomice.